# Oosteinderpoelpolder

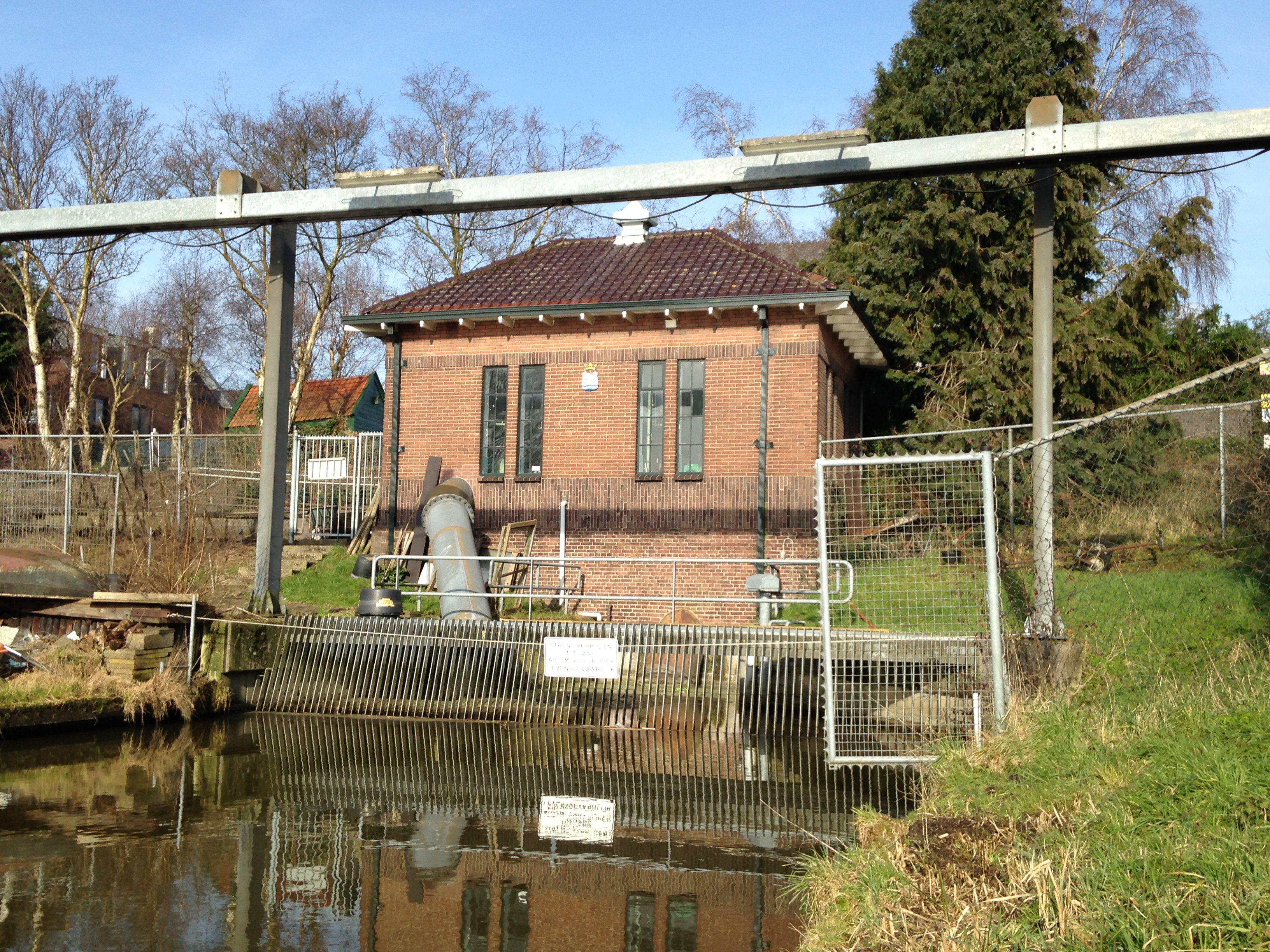
Het huidige gemaal

De Oosteinderpoelpolder is een polder in het oosten van de gemeente Aalsmeer. De polder ligt ten zuiden van de buurtschap Oosteinde en ten oosten van het dorp Aalsmeer. In het noorden grenst het gebied aan de Schinkelpolder, in het oosten aan de Noorder Legmeerpolder.
De Oosteinderpoel was - net als het Stommeer en het Hornmeer - een meer in het merengebied ten noorden van Leiden, ten oosten van het centrum van Aalsmeer.
Het meer lag ten zuiden van de nog bestaande Hoge Dijk, die de scheiding markeerde tussen het meer en het Oosteinde, een buurtschap in Aalsmeer. Het is vanaf de Middeleeuwen ontstaan door het afgraven van turf.
De polder werd in 1865 gesticht door Jhr. Mr. Rutgers van Rozenburg. Op grond van het Koninklijk Besluit van 23 juni 1865 werd hiervoor concessie verleend. Van oorsprong was dit een veengebied en ontstond er -na de vervening- een grote plas. Tijdens de droogmaking waren betrokken partijen het onderling niet eens over het juiste boezempeil. Dat leidde ertoe dat onderstaande bron het jaar 1866 als jaar van de droogmaking noemt, terwijl de landkaart hiernaast 1868 vermeldt.
Voor het droogmalen werd gebruikgemaakt van een met kolen gestookt stoomgemaal met een vermogen van 69 pk, waarmee het water uit de polder door de vaart langs de Pontweg werd afgevoerd naar de Ringvaart. In 1933 werd dit gemaal gesloopt en vervangen door een met olie gestookt gemaal. Door de sloop kon de naar dit gemaal vernoemde Machineweg worden verbreed voor het verkeer.
De Oosteinderpoelpolder wordt thans bemalen door voornoemde gemaal naast het Polderhuis. Aan de andere zijde van de Molenvliet bemaalt de Stommeermolen de gecombineerde Stom- en Hornmeerpolder.
In de polder liggen tuinbouwbedrijven en de Aalsmeerse nieuwbouwwijk 'Oranjewijk'.